# Α‐X's
α-X's（アクロス、英語: a-X's）は、エイベックス・マネジメントに所属する、日本の17人組育成ユニットである。2018年に全員が卒業した。

## 概要
エイベックスに所属する、ダンスボーカルグループとしてデビューを目指すメンバー男女10名で2016年4月に結成された。2016年9月に向平が、同年11月に安依里がα-X'sの活動を終了し、8名で活動していた。
2017年4月には「BOYS & GIRLS Dance Vocal Audition 2016」のファイナリスト9名を加え、最終的に17名で活動していた。
パフォーマンスを見た観客がオフィシャルサイト内に設けられた投票ページで行う投票の結果に応じてメジャーデビューができるか決まるとしていたが、デビューはしていない。8名体制となってからは各サイトで「育成ユニット」として紹介されている。

## メンバー
オフィシャルサイトの掲載順に記載。
| 名前            | プロフィール | プロフィール | チーム |
| 名前            | 誕生日       | 出身地       | チーム |
| --------------- | ------------ | ------------ | ------ |
| 敦貴（Atsuki）  | 1月5日       | 福島県       | A      |
| 遥城（Haruki）  | 12月24日     | 千葉県       | A      |
| 聖貴（Masaki）  | 3月23日      | 広島県       | B      |
| 響（Hibiki）    | 8月11日      | 福岡県       | B      |
| あかり（Akari） | 12月19日     | 宮崎県       | A      |
| 里梨愛（Riria） | 9月20日      | 福岡県       | C      |
| 望優（Miyu）    | 2月21日      | 熊本県       | A      |
| 怜伽（Reika）   | 5月17日      | 奈良県       | C      |

| 名前                | プロフィール | プロフィール | チーム |
| 名前                | 誕生日       | 出身地       | チーム |
| ------------------- | ------------ | ------------ | ------ |
| 美來（Miku）        | 6月6日       | 兵庫県       | C      |
| 千聖（Chisato）     | 6月8日       | 大阪府       | C      |
| 龍乃介（Ryunosuke） | 8月7日       | 大阪府       | A      |
| 流星（Ryusei）      | 8月17日      | 神奈川県     | B      |
| 茉生（Maiki）       | 10月19日     | 岡山県       | B      |
| 牙琥翔（Gakuto）    | 8月27日      | 大阪府       | B      |
| 悠真（Yuma）        | 2月7日       | 兵庫県       | A      |
| 呈（Joe）           | 2月28日      | 神奈川県     | A      |
| 匠海（Takumi）      | 6月14日      | 大阪府       | B      |

- 旧メンバー
  - 向平（Kohei）（3月2日生まれ、滋賀県出身）
    - 2016年9月30日をもって活動終了。

  - 安依里（Airi）（3月20日生まれ、福岡県出身）
    - 2016年11月10日をもって活動終了。

## 略歴

### 2016年
- 4月23日、JUNON6月号にてユニット結成を発表。公式サイトを開設[2]。
- 5月11日、AAAの全国ツアー「AAA ARENA TOUR 2016 -LEAP OVER-」がマリンメッセ福岡よりスタート。全公演に帯同し、物販エリア周辺において路上ライブを行う。また、同ツアーの演出に全公演出演する。
- 6月8日、投票サイトの中間発表を実施。あかりが1,980票を獲得して1位となり、2位に向平、3位に敦貴が続いた。総投票数は17,400票であった[3]。
- 7月1日、AbemaTV『α-X’s LIVE TV by AWA ～ライブ前日緊急特番～』を放送。中間発表で上位5位に入ったあかり、向平、敦貴、聖貴、遥城が出演した[4]。
- 7月24日、宮城県総合運動公園総合体育館（宮城セキスイハイムアイスアリーナ）の「AAA ARENA TOUR 2016 -LEAP OVER-」物販エリアにて、路上ライブの最終公演を行う。
- 7月29日、AbemaTV『α-X’s LIVE TV #2 by AWA ～a-nation island 「Girls Summer Festival by GirlsAward」出演直前特番～』に全メンバーが出演。放送の中で、投票サイトの集計結果の発表を8月4日に行うことが発表された[5]。
- 8月2日、AbemaTV『α-X’s LIVE TV #3 ～a-nation island resort steage 出演直前LIVE～』を渋谷109前より放送。全メンバーが出演し、ライブも披露された[6]。
- 8月4日、投票サイトの最終結果が発表される。8,464票を獲得した敦貴が1位となり、2位に遥城、3位にあかり、4位に聖貴が続く結果となった。総投票数は68,550票であった[7]。
- 9月30日、向平がα-X'sの活動を終了する[8]。
- 11月5日、聖貴、遥城、敦貴が参加する「Winter Smile LIVE」がスタートする。
- 11月8日、公式LINEアカウントを開設する。
- 11月10日、安依里がα-X'sの活動を終了する[9]。
- 12月23日、8人体制となって初のライブがモラージュ菖蒲において行われる。以降、8人で各地のイベントへ出演。

### 2017年
- 4月22日、JUNON6月号にて、「BOYS & GIRLS Dance Vocal Audition 2016」のファイナリスト9名を加えた計17名で活動を始めることを発表[10]。
- 5月20日、AmebaFRESH!『α-X'sスペシャル特番！』を放送。敦貴、遥城、望優、あかり、龍乃介、呈、悠真、美來、流星、茉生、匠海が出演した[11]。
- 5月23日、6月の「SURUGAYA MONTHLY PICKUP ARTIST」に選出される。駿河屋店舗においてオリジナルグッズが扱われることが発表される[12]。
- 6月17日、AAAの全国ツアー「AAA ARENA TOUR 2017 -WAY OF GLORY-」が広島グリーンアリーナよりスタート。Aチームが全公演に帯同[注 1]し、物販エリア周辺において路上ライブを行う。
- 8月26日、味の素スタジアムで行われた「a-nation 2017」にオープニングアクトとして全メンバーが出演する。
- 10月9日、グループ初のワンマンライブが竹芝ニューピアホールにて行われる。

### 2018年
- 2月24日、現メンバー17人全員の卒業を発表する。
- 3月28日、グループ2度目となるワンマンライブがマイナビBLITZ赤坂で行われる。
- 3月31日、現メンバー17人全員が卒業。

## 出演

### テレビ
- 月9ドラマ「海月姫」第4話（フジテレビ、2018年2月5日） - ダンサー 役 ※里梨愛、美來、千聖

### ネット配信
- あつ×はるTV（AbemaTV、2016年10月5日～）※敦貴、遥城

### 舞台
- 人魚外伝ーAnecdote of Mermaid～（2016年9月15日～19日、東京・シアターサンモール）※聖貴、敦貴、あかり
- おおばかもの～おおばかものだけど、わるいやつらではない～（2016年10月26日～30日、東京・草月ホール）※敦貴
- PIXEL STAGE vol.2「そうだ、インドへ行こう」（2017年2月9日～12日、東京・上野ストアハウス）※あかり
- 僕らのピンク スパイダー（2017年3月9日～20日、東京・紀伊國屋ホール）※敦貴、遥城
- 劇団コラソン第46回公演『複雑な関係』（2017年4月17日～5月22日、東京・新宿SAMURAI）※敦貴、遥城、龍乃介
- 劇団コラソン第47回公演『あさひの挑戦状3』（2017年5月29日、東京・新宿SAMURAI）※敦貴、遥城、望優
- 劇団TEAM-ODAC第24回本公演『BLACK10・改』（2017年7月12日～17日、東京・草月ホール）※敦貴、遥城
- PURESMILE presents おおばかもの〜みにくいアヒルのプリンシバル〜（2017年11月8日～12日、東京・草月ホール）※敦貴、望優
- 帰郷（2017年12月1日～5日、東京・中目黒キンケロシアター）※牙琥翔、響
- 劇団往来プロデュース公演　音楽劇「チンチン電車と女学生」（2017年12月2日～3日、東京・東京芸術劇場プレイハウス）※敦貴
- 劇団TEAM-ODAC第27回本公演『小さな結婚式～いつか、いい風は吹く～（再演）』（2017年12月13日～17日、東京・全労済ホール）※敦貴、あかり
- ハンドシェイカー（2018年1月24日～28日、東京・CBGKシブゲキ!!）※あかり
- ミュージカル・リズムステージ『夢色キャスト』（2018年2月7日～11日、東京・AiiA2.5 Theater Tokyo）※敦貴、遥城
- 『熱海殺人事件』CROSS OVER 45（2018年2月17日～3月5日、東京・紀伊國屋ホール）※敦貴、匠海

### イベント

#### ライブイベント
10人体制（2016年4月～）
- a-nation island Girls Summer Festival by GirlsAward（2016年7月29日、東京・国立代々木競技場第二体育館）
- a-nation island powered by dTV resort stage（2016年8月2日・4日、東京・国立代々木競技場第二体育館）
- a-nation stadium fes.2016 powered by dTV resort stage（2016年8月28日、東京・東京スタジアム（味の素スタジアム））

8人体制（2016年12月～）
- TAKESHIBA MUSIC CRUISE 2016（2016年12月24日、東京・竹芝ニューピアホール）
- 東京オートサロン2017（2017年1月15日、千葉・幕張メッセ）
- コラソンウェイ Vol.10（2017年1月17日、東京・渋谷Milkyway）
- エイベックス・マネジメント学園 バレンタインでSHOW！（2017年2月18日、東京・恵比寿ガーデンホール）
- コラソンウェイ Vol.12（2017年2月21日、東京・渋谷Milkyway）
- FUKUOKA SWISH 2017（2017年2月24日、福岡・福岡市民会館）
- OSAKA NOW Limited 300!!（2017年3月19日、大阪・BIGCAT）
- TOKYO SWISH 2017（2017年3月31日、東京・TOKYO DOME CITY HALL）
- コラソンウェイ Vol.16 Supported by 駿河屋（2017年4月11日、東京・渋谷Milkyway）※聖貴

17人体制（2017年4月～）
以下は17名で出演したイベントのみを記載。この他にも4～7名の3チームに分かれて複数のイベントへ出演している。チーム分けについては#メンバーを参照。
- マイナビ GirlsAward 2017 SPRING/SUMMER（2017年5月3日、東京・国立代々木競技場第一体育館）
- TAKESHIBA MUCIC CRUISE2017（2017年5月6日、東京・竹芝ニューピアホール）
- a-nation 2017（2017年8月26日、東京・東京スタジアム（味の素スタジアム））
- コラソンウェイ Vol.27（2017年9月19日、東京・渋谷Milkyway）
- Livin' on Live Vol.3（2017年11月24日、東京・代官山SPACE ODD）
- OSAKA SWISH 2018（2018年3月23日、大阪・なんばHatch）
- TOKYO SWISH 2018（2018年3月26日、東京・EX THEATER ROPPONGI）

#### その他
- キラチャレ2016（2016年8月20日・21日、福岡・イオンモール福岡）※里梨愛、望優
- COMBINATION クリスマスチャリティーイベント（2016年12月25日、宮崎・宮崎科学技術館プラネタリウムホール）※あかり
- 平成29年春の神武祭（2017年4月9日、奈良・橿原神宮）※怜伽

### LINE LIVE
- 2016年11月に公式LINEアカウントを開設してから、不定期にLINE LIVEを実施している。

| 回 | 日付           | メンバー                             |
| -- | -------------- | ------------------------------------ |
| 1  | 2016年11月15日 | 聖貴、里梨愛、望優                   |
| 2  | 2016年11月16日 | 聖貴、あかり、里梨愛、響             |
| 3  | 2016年11月17日 | 聖貴、怜伽、響                       |
| 4  | 2016年11月24日 | 聖貴                                 |
| 5  | 2016年11月29日 | 聖貴、あかり、里梨愛                 |
| 6  | 2016年12月22日 | 聖貴、響、あかり                     |
| 7  | 2016年12月22日 | 聖貴、里梨愛、怜伽                   |
| 8  | 2016年12月23日 | 聖貴、響、望優                       |
| 9  | 2016年12月23日 | 聖貴、あかり、怜伽                   |
| 10 | 2016年12月24日 | 聖貴、響、怜伽                       |
| 11 | 2016年12月24日 | 聖貴、里梨愛、あかり                 |
| 12 | 2016年12月25日 | 怜伽、望優、里梨愛                   |
| 13 | 2016年12月28日 | 聖貴、望優、里梨愛                   |
| 14 | 2017年1月14日  | 聖貴、あかり、怜伽、響               |
| 15 | 2017年1月15日  | 聖貴、響、あかり、怜伽、里梨愛、望優 |
| 16 | 2017年1月28日  | 聖貴                                 |

## 作品

### 書籍
- α-X's SPECIAL PHOTO BOOK（2017年12月15日、駿河屋）